# Rodnîkî, Baștanka
Rodnîkî (în ucraineană Родники) este un sat în comuna Dobra Krînîțea din raionul Baștanka, regiunea Mîkolaiiv, Ucraina.

## Demografie
Componența lingvistică a localității Rodnîkî
     Ucraineană (47,31%)
     Rusă (6,15%)
     Belarusă (1,15%)
     Alte limbi (0,38%)
Conform recensământului din 2001, nu exista o limbă vorbită de majoritatea populației, aceasta fiind compusă din vorbitori de ucraineană (47,31%), rusă (6,15%) și belarusă (1,15%).